# Carl Adolf Marks
Carl Adolf Marks (né le 14 février 1894 à Bärenstein (Saxe), mort le 23 avril 1945 à Berlin) est un résistant allemand au nazisme.

## Biographie
Carl Adolf Marks est directeur d'une imprimerie à Dresde et social-démocrate. Il aide le général Fritz Lindemann, membre important du complot du 20 juillet 1944, à fuir la Gestapo. Le 26 juillet 1944, il l'accompagne pour prendre le train de Dresde à Berlin. Dans la capitale, il rencontre un partenaire d'affaires Wilhelm Senzky puis l'officier Horst von Petersdorff.
À cause de la traque pour Lindemann, Marks est arrêté le 22 août 1944, trois jours après le général. Le 1er décembre 1944, il est condamné à mort par le Volksgerichtshof, en même temps que Hans Ludwig Sierks. Il est incarcéré alors à la prison de Moabit.
Dans la nuit du 22 au 23 avril 1945, un Sonderkommando du Reichssicherheitshauptamt exécute un grand nombre de résistants prisonniers, dont Carl Adolf Marks.
En 1952, le Sénat de Berlin décide de rassembler au cimetière de Dorotheenstadt les cendres de personnalités victimes du nazisme ; Carl Adolf Marks en fait partie.